# Lorenzo Simonetti
Lorenzo Simonetti (ur. 27 maja 1789 w Rzymie, zm. 9 stycznia 1855 tamże) – włoski duchowny katolicki, kardynał.

## Życiorys
Był substytutem sekretarza stanu do spraw wewnętrznych oraz asesorem Najwyższej Świętej Kongregacji Inkwizycji Rzymskiej i Powszechnej. 22 lipca 1844 Grzegorz XVI kreował go kardynałem in pectore (nominacja została ogłoszona 24 listopada 1845), a 19 stycznia 1846 nadał mu tytularną diakonię San Lorenzo in Panisperna. Wziął udział w Konklawe 1846, wybierającym Piusa IX. W latach 1847–1852 zajmował stanowisko prefekta do spraw ekonomicznych Kongregacji Rozkrzewiania Wiary.